# 3979 Brorsen
3979 Brorsen је астероид главног астероидног појаса са пречником од приближно 19,19 .
Афел астероида је на удаљености од 3,214 астрономских јединица (АЈ) од Сунца, а перихел на 3,010 АЈ.
Ексцентрицитет орбите износи 0,032, инклинација (нагиб) орбите у односу на раван еклиптике 3,063 степени, а орбитални период износи 2005,506 дана (5,490 година).
Апсолутна магнитуда астероида је 11,70 а геометријски албедо 0,100.
Астероид је откривен 8. новембра 1983. године.